# Calocalanus indicus
Calocalanus indicus is een eenoogkreeftjessoort uit de familie van de Paracalanidae. De wetenschappelijke naam van de soort is voor het eerst geldig gepubliceerd in 1974 door Shmeleva.